# فروسيانيد الصوديوم
فروسيانيد الصوديوم مركب تساندي له الصيغة Na4Fe(CN)6 ، ويكون على شكل بلورات عديمة اللون. ويوجد منه شكل مائي مرتبط مع عشر جزيئات ماء، بلوراته لها لون  أصفر. فروسيانيد الصوديوم يعد ملح الصوديوم للمعقد الناتج عن تساند شوارد السيانيد السالبة (أنيونات) حول ذرة الحديد المركزية الموجبة.

## الخواص
- ينحل مركب فروسيانيد الصوديوم بشكل جيد في الماء، ينحل في الأسيتون لكنه غير منحل في الإيثانول وثنائي إيثيل الإيثر.
- يوجد على شكل عشاري هيدرات Na4Fe(CN)6 . 10H2O والذي يفقد ماءه البلوري بالتسخين فوق 81.5 °س، حيث يصبح عديم اللون.

## التحضير
يحضر مركب فروسيانيد الصوديوم من تفاعل محلول فروسيانيد الكالسيوم مع كربونات الصوديوم، حيث يترسب لدينا كربونات الكالسيوم ويبقى فروسيانيد الصوديوم في المحلول الناتج حسب المعادلة:
Ca2[Fe(CN)6] + 2 Na2CO3 → Na4[Fe(CN)6] + 2 CaCO3
كما يحضر من تفاعل كلوريد الحديد الثنائي مع سيانيد الصوديوم حسب المعادلة:
6 NaCN + FeCl2 → Na4[Fe(CN)6] + 2 NaCl

## الاستخدامات
- يضاف إلى ملح الطعام بتراكيز منخفضة من أجل منع التكتل. رقم الإي الخاص به E535 .
- يستعمل كاشفاً في الكيمياء التحليلية بالإضافة إلى أملاح الفروسيانيد الأخرى من أجل الكشف عن أيون الحديد الثلاثي Fe +3، حيث يتشكل معقد أزرق بروسيا.